# Anton Kowałewski (piłkarz)
Anton Anatolijowycz Kowałewski, ukr. Антон Анатолійович Ковалевський (ur. 2 sierpnia 1984 w Kijowie) – ukraiński piłkarz, grający na pozycji pomocnika lub napastnika.

## Kariera piłkarska

### Kariera klubowa
Wychowanek Arsenału Kijów, barwy którego bronił w juniorskich mistrzostwach Ukrainy (DJuFL). W kwietniu 2003 rozpoczął karierę piłkarską w drugiej drużynie Worskły Połtawa, a 18 czerwca 2003 debiutował w pierwszej drużynie. Ale występował tylko w drużynie rezerwowej klubu. Od 2006 w drugoligowych klubach Naftowyk-Ukrnafta Ochtyrka, Stal Dnieprodzierżyńsk i MFK Mikołajów. Na początku 2008 wyjechał za granicę, gdzie bronił barw gruzińskiego zespołu Olimpi Rustawi. Latem 2008 przeniósł się do białoruskiego FK Homel. W sezonie 2009/10 grał w azerskiej drużynie Turan Tovuz. Latem 2010 zasilił skład mołdawskiego zespołu Milsami Orgiejów. Na początku 2011 roku podpisał kontrakt z Zimbru Kiszyniów. We wrześniu 2012 powrócił do Ukrainy, gdzie został piłkarzem Olimpiku Donieck. Podczas przerwy zimowej sezonu 2012/13 odszedł do klubu Arsenał Biała Cerkiew. We wrześniu 2013 został zaproszony przez trenera Romana Pokorę do Gurii Lanczchuti.

## Sukcesy

### Sukcesy klubowe
- brązowy medalista Mistrzostw Mołdawii: 2011, 2012